# Палау на Светском првенству у атлетици у дворани 2012.
Палау је учествовао на Светском првенству у атлетици у дворани 2012. одржаном у Истанбулу од 9. до 11. марта пети пут. Репрезентацију Палауа представљала су два такмичара (1 мушкарац и 1 жена), који су се такмичили у трци на 60 метара.
Ово је било прво светско првенство у атлетици у дворани на којем је Палау представљала  и једна жена.
Палау није освојио ниједну медаљу али је Родман Телтул оборио национални а Колин Гибонс лични рекорд.

## Учесници
| Мушкарци: - Родман Телтул — 60 м | Жене: - Колин Гибонс — 60 м |  |

## Резултати

### Мушкарци
| Атлетичар     | Дисциплина | Лични рекорд | Квалификација | Квалификација | Полуфинале           | Полуфинале           | Финале               | Финале       | Детаљи |
| Атлетичар     | Дисциплина | Лични рекорд | Резултат      | Место         | Резултат             | Место                | Резултат             | Место        | Детаљи |
| ------------- | ---------- | ------------ | ------------- | ------------- | -------------------- | -------------------- | -------------------- | ------------ | ------ |
| Родман Телтул | 60 м       |              | 7,20 НР       | 5. у гр. 2    | Није се квалификовао | Није се квалификовао | Није се квалификовао | 39 / 57 (61) |        |

### Жене
| Атлетичарка  | Дисциплина | Лични рекорд | Квалификација | Квалификација | Полуфинале            | Полуфинале            | Финале                | Финале       | Детаљи |
| Атлетичарка  | Дисциплина | Лични рекорд | Резултат      | Место         | Резултат              | Место                 | Резултат              | Место        | Детаљи |
| ------------ | ---------- | ------------ | ------------- | ------------- | --------------------- | --------------------- | --------------------- | ------------ | ------ |
| Колин Гибонс | 60 м       |              | 8,88 ЛР       | 8. у гр. 5    | Није се квалификовала | Није се квалификовала | Није се квалификовала | 59 / 62 (64) |        |